# Fever Dream
Fever Dream es el segundo álbum de estudio del guitarrista Richie Kotzen, publicado en 1990 por Shrapnel Records. En este disco, a diferencia del primero que fue instrumental, contiene voces en todas las canciones.
La canción "Dream of a New Day" formaría parte de la banda sonora de la película Bill & Ted's Bogus Journey.

## Lista de canciones
Todas las canciones fueron escritas y compuestas por Richie Kotzen, excepto cuando se indique

| N.º | Título                                         | Duración |  |
| 1.  | «She»                                          | 3:23     |  |
| 2.  | «Fall of a Leader»                             | 3:18     |  |
| 3.  | «Off the Rails» (Kotzen, Mike Varney)          | 2:44     |  |
| 4.  | «Yvonne»                                       | 3:08     |  |
| 5.  | «Things Remembered Never Die» (Kotzen, Varney) | 6:21     |  |
| 6.  | «Dream of a New Day»                           | 3:18     |  |
| 7.  | «Money Power»                                  | 2:59     |  |
| 8.  | «Rollercoaster»                                | 3:23     |  |
| 9.  | «Wheels Can Fly»                               | 3:16     |  |
| 10. | «Truth in Lies»                                | 5:49     |  |

## Personal
- Richie Kotzen – voz, guitarra, teclados
- Mike Varney – guitarra solista adicional en canción Nº 5, Productor
- Atma Anur – batería
- Danny Thompson – bajo, coros
- Jesse Bradman - coros
- Mark Tate – coros
- Kevin Chalfant – coros
- Steve Fontano – Productor
- Shawn Morris - Mezcla
- Marc Reyburn – Mezcla
- Joe Marquez – Mezcla
- George Horn – Masterización